# 离差
数学和统计学中，离差（英語：deviation）是变量的一个观测值与某个特定的参照值（通常是该变量的平均值，此时称为离均差或距平）之间差异的度量。离差的正负表示差异的方向（观测值超过参照值时偏差为正），绝对值的大小表示差异的大小。

## 类型
观测值与关注量的真值（期望值，例如总体平均值）之间的离差称为误差（error）。
观测值与真值的估计值（例如样本均值；样本期望值可用作总体期望值的估计值）之间的离差称为残差（residual）。这些概念适用于测量区间尺度和比例尺度的数据。

### 无符号或绝对离差
统计学中，数据集中某个元素的绝对离差（absolute deviation）是该元素与给定点之间的绝对差。通常，离差是用中心值计算出来的，它被解释为某种类型的平均值，通常是数据集的中位数，也有时是平均值：
{\displaystyle D_{i}=|x_{i}-m(X)|}，
其中
- Di是绝对离差，
- xi是数据元素，
- m(X)是所选数据集集中趋势的度量，有时是平均数（{\displaystyle {\overline {x}}}），但最常见的是中位数。

## 度量

### 平均离差（带符号）
对于无偏估计量，在任意的大样本的情况下，所有可能的观测的集合到未知的总体参数值的带符号离差的均值为零。但是构造上，样本值与样本均值的有符号离差的平均值始终为零，而与其他集中趋势度量（例如样本中位数）的平均带符号离差未必为零。

### 分散程度
离差分布的统计数据被用作离散程度的度量。
- 标准差是常用的离散程度度量：它使用平方差，有一些很好的特性，但不稳健。
- 平均绝对离差是离差绝对值之和除以观测次数。
- 绝对中位差是一个稳健的统计量，它使用绝对离差的中值，而不是平均值。
- 最大绝对离差是一种高度不稳健的度量，它是绝对值最大的离差。

### 标准化
离差具有和样本相同的单位。可以通过两种方式进行无量纲化。
一种方法是除以尺度度量（离散程度），通常是标准化中的总体标准差，或T-标准化中的样本标准差。
也可以按位置而不是分散进行缩放：百分比偏差是观测值减去接受值除以真值乘以100%。